# Dannemarie (Górny Ren)
Dannemarie – miejscowość i gmina we Francji, w regionie Grand Est, w departamencie Górny Ren.
Według danych na rok 1990 gminę zamieszkiwało 1820 osób, 418 os./km².
W 1016 roku miasto wspomniane jest jako Danamarachiricha. W ciągu wieków nazwa miasta zmieniała się, przybierając francuskie lub niemieckie formy. W miejscowym dialekcie niemieckim brzmi ono Dammerskirch.  Nazwa miejscowości pochodzi od słów Domnae Mariae ecclesia – "Kościół Panny Marii". Od XIII wieku do 1324 było częścią regionu Ferrette. Do zakończenia wojny trzydziestoletniej znajdowało się pod rządami Habsburgów.